# Mieszko de Lubusz
Mieszko de Lubusz (en polonais : Mieszko lubuski), né entre 1223 et 1227 et décédé en 1242, est un prince polonais de la dynastie Piast, fils cadet du duc Henri II le Pieux et d'Anne de Bohême. Il est un duc duc silésien régnant sur le pays de Lubusz de 1241 jusqu'à sa mort.

## Biographie
Mieszko est le deuxième fils de Henri II le Pieux (mort en 1241), duc de Silésien résidant à Wrocław à partir de 1238, et de son épouse Anne (morte en 1265), fille du roi Ottokar Ier de Bohême. En 1238, son père devient également duc senior souverain (princeps) de tout le royaume de Pologne. À ce temps, la suprématie des ducs Piast s'étendait également sur le pays de Lubusz au nord-ouest de la Silésie ; une attaque des margraves de Brandebourg contre la forteresse de Lubusz (Lebus) a été repoussée. 
Après Henri le Pieux a trouvé la mort à la bataille de Legnica, dans la lutte contre les Mongoles, trois ans plus tard, le jeune Mieszko et ses frères se sont partagé ses possessions silésiennes. Le territoire de Lubusz lui a été attribué par son frère aîné le duc Boleslas II le Chauve.

La Silésie vers l'an 1241, le domaine de Lubusz en cyan.

Son pays de Lubusz s'étendait sur les domaines sur les deux rives du fleuve Oder entre les duchés polonais de Silésie et de Grande-Pologne, établis lors du « démembrement territorial » de la Pologne après la mort de Boleslas III Bouche-Torse en 1138, et la marche de Brandebourg, un État du Saint-Empire à l'ouest. Vers l'an 1172, les fils du premier duc silésien défunt, Ladislas II le Banni, avaient divisé leur héritage, c'est ainsi que plus grande partie nord-ouest, la Basse-Silésie autour de la résidence de Wrocław, attribuée au fils aîné Boleslas Ier le Long, le grand-père de Henri le Pieux.
Mieszko en retard dès qu'il atteigne son majorité en 1241 mourut néanmoins l'année suivante et a été enterré à Lubusz. Il ne s’est jamais marié et n’a pas laissé de descendance. Son frère Boleslas II reprit le pays de Lubusz ; après une autre partition de la Basse-Silésie en 1248, il céda le territoire à Wilbrand von Käfernburg, archevêque de Magdebourg, afin d'obtenir un soutien contre les prétentions de son frère cadet Henri III le Blanc, duc à Wrocław. Peu tard, au cours de la colonisation germanique, le pays de Lubusz fut incorporé dans la « Nouvelle-Marche » des margraves ascaniens Jean Ier et Othon III de Brandebourg.